# Kalumu
Pour les articles homonymes, voir Kalumu (homonymie).
Kalumu  (ou Kaluma, Kalumo) est une localité du Cameroun située dans le département du Manyu et la Région du Sud-Ouest, à proximité de la frontière avec le Nigeria. Elle fait partie de la commune d'Akwaya et du canton d'Assumbo.

## Population
La localité comptait 395 habitants en 1953, puis 749 en 1967, des Assumbo du clan Ochebe. À cette date elle disposait d'un marché et d'une école catholique (1965).
Lors du recensement de 2005, on y a dénombré 1 092 personnes.